# Alejandro González Velázquez
Pour les articles homonymes, voir Velasquez (homonymie).
Alejandro González Velázquez est un architecte et un peintre espagnol, né à Madrid le 27 février 1719 et mort à Madrid le 21 janvier 1772 .
Il est le fils de Pablo González Velázquez, le frère des peintres Luis (1715-1763) et Antonio González Velázquez, le père de José Antonio González Velázquez, l'oncle des peintres Zacarías González Velázquez (1763-1834), et Castor González Velázquez (1768-1822) et de l'architecte Isidro González Velázquez (1765–1829).

## Biographie
Il a travaillé, en 1738, avec son frère Luis González Velázquez sur le théâtre du palais du Buen Retiro de Madrid en se formant à la technique italienne de la quadratura. Selon Juan Agustín Ceán Bermúdez il aurait travaillé sous la conduite de Santiago Bonavía trois années à Aranjuez sur les plans des ouvrages qui se construisaient, il a étudié les mathématiques, et a construit l'église de San Antonio conçue par Bonavia.

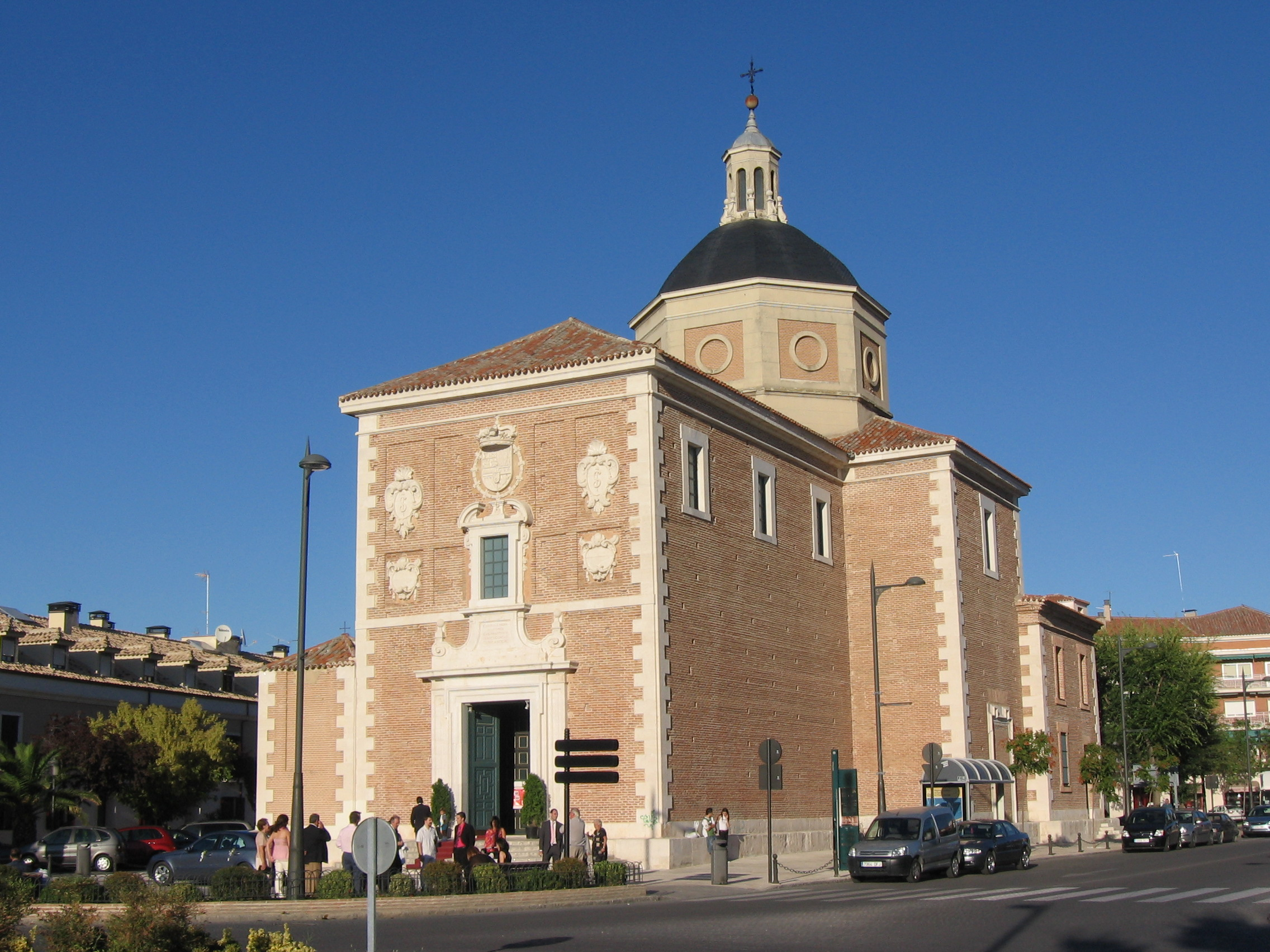
, à Aranjuez.

Avec son frère aîné Luis González Velázquez, il a travaillé à Madrid sur la chapelle San Teresa (1737–39) du couvent San Hermenegildo, dans l'église San José, l'église du couvent des moniales bernardines d'El Sacramento, l'église El Salvador et l'église du couvent des Carmelitas Descalzas. Dans la puebla de Montalbán, près de Tolède, ils ont travaillé ensemble l'Ermitage de la Vierge de la Soledad (1741–42), pour laquelle ils ont réalisé le maître-autel et les peintures d'Esther, de Judith, de Rachel et d'Abigaïl.
Il a étudié dans l'Assemblée préparatoire (Junta Preparatoria) pour la création de l'Académie royale des beaux-arts de San Fernando en 1752 où il est nommé adjoint du directeur de l'architecture. Spécialisé dans la peinture ornementale, il a été nommé en 1766 directeur de la nouvelle section de Perspective à l'académie des beaux-arts.
Luis et Alejandro ont aussi travaillé avec leur frère cadet Antonio González Velázquez pour la décoration de l'église du couvent de La Visitación (actuellement, église Santa Bárbara) à Madrid en 1757–58, l'église de La Encarnación, l'églises des Descalzas Reales, l'église des Salesas Reales, les églises de Santa Isabel et Santa Ana et l'église des Santos Justo y Pastor, à Madrid.
Parmi ses élèves et disciples, figure son fils, José Antonio González Velázquez, qui a été le premier directeur de l'architecture de l'Académie royale des beaux-arts de San Carlos de Mexico.